# 96268 Томкарр
96268 Томкарр (96268 Tomcarr) — астероїд головного поясу, відкритий 20 вересня 1995 року.
Тіссеранів параметр щодо Юпітера — 3,365.